# Brembo (bedrijf)
Brembo is een Italiaans bedrijf dat werd opgericht in 1961 en remsystemen voor voertuigen produceert. Het hoofdkantoor is gevestigd in Curno, Bergamo.

## Beschrijving

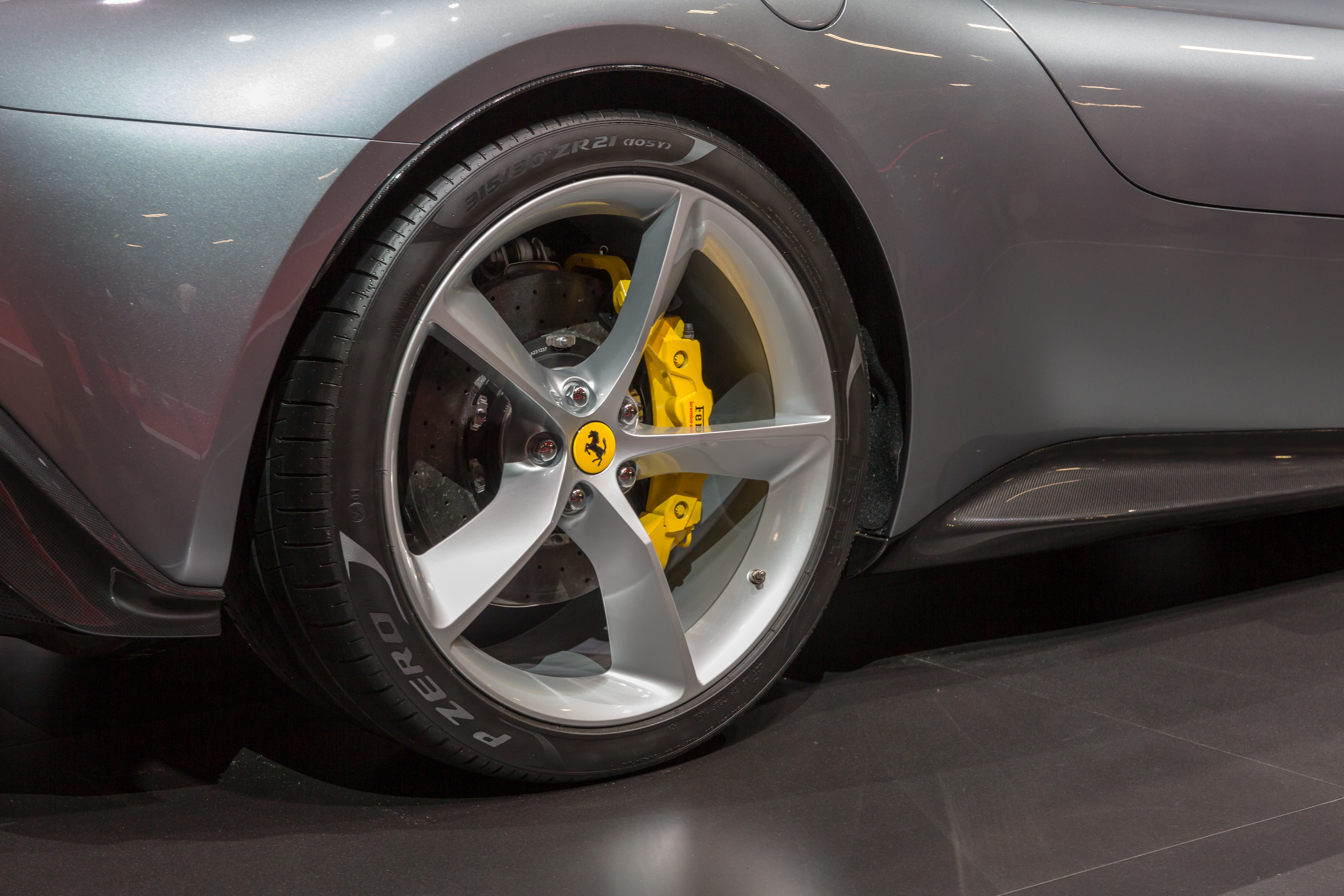
Een auto met een Brembo-remsysteem.

Brembo werd opgericht op 11 januari 1961 door Emilio Bombassei. Het bedrijf produceert remmen voor sportauto's en motorfietsen.
Het bedrijf ging in 1972 samenwerken met Moto Guzzi en in 1975 met Ferrari voor het produceren van remsystemen voor raceauto's in de Formule 1. In de jaren 80 volgde veel innovatie en groei. Het ging aluminium remklauwen produceren en breidde ook internationaal uit.
Brembo is sinds 1995 een beursgenoteerd bedrijf aan de Borsa Italiana.
In 2019 is het bedrijf wereldwijd actief in 14 landen.
Het bedrijf heeft ook een afdeling dat vervalsingen opspoort. Alle onderdelen uit de Racing-serie en High Performance-serie worden geleverd met verzegelde nummerkaarten, die de koper kan controleren op de Brembo-website.

## Productmerken
Producten die het bedrijf onder andere merknamen fabriceert zijn:
- AP - autoremmen
- AP Racing - koppelingen en remmen voor auto's en motoren
- Breco - aftermarket schijf- en trommelremmen
- Brembo - high-end remmen
- ByBre - remmen voor scooters en motoren in o.a. Brazilië, Rusland en Azië
- Marchesini - wielen
- Villar - aftermarket schijfremmen
- SBS Friction - OEM en aftermarket remblokken en schijfremmen